# グレッグ・マラシウロ
グレゴリー・マラシウロ（Gregory Marasciulo、1987年3月30日 - ）は、アメリカ合衆国の男性プロレスラー。ニューヨーク州マウントサイナイ出身。AEW所属。

## 来歴
ECWで活躍した事で知られるマイキー・ウィップレックがニューヨーク州にて主宰するインディー団体であるNYWC（New York Wrestling Connection）が運営するNYWCトレーニングセンターにてトレーニングを積む。2004年に17歳でプロレスラーデビューを果たす。
2007年にWWEとディベロップメント契約。グレッグ・カルドナのリングネームでダークマッチや下部番組のHeatに出場しマーク・ヘンリー、DHスミスらと対戦したが、いずれも敗れている。2008年からグレッグ・ジャクソンにリングネームを改め、FCWで経験を積む。9月にはリングネームをトレント・バレッタに再改名している（この傍ら、ガール・フロム・メキシコというマスクマンとしても活動しているが短期間で取り止めとなっている）。2009年からケイレン・クロフト、カート・ホーキンスとデュード・バスターズを結成しFCWフロリダタッグチーム王座を2度獲得している。
12月にケイレン・クロフトとともにWWEへ昇格し（この時点ではデュード・バスターズを名乗らなかった）、ECWに登場。クロフトと共にテレビゲーム好きというギミックを与えられ、ヨシ・タツ、ゴールダストと抗争する。2010年2月9日にはヨシ・タツ、ゴールダスト組とWWE・統一タッグチーム王座挑戦権をかけて戦うが敗れている。
その後ECWが番組終了となったためSmackDown!へ移籍し、WWEでもデュード・バスターズを名乗るようになる。
9月に行われたスーパースターズにケイレン・クロフトと共にベビーフェイスとして登場し、カート・ホーキンス、ヴァンス・アーチャー組に勝利した。その後ケイレン・クロフトが解雇されたためシングルプレイヤーに転向し、スーパースターズでカート・ホーキンスと抗争した。
12月末からドリュー・マッキンタイアと少し抗争した後、出演が少なくなり、スーパースターズでの出演が多くなった。3月頃からジョバーであるもののSmackDown!に出演が多くなる。
2011年、Superstarsにてタイソン・キッドに連敗。その後NXTシーズン５にて活躍するようになる。ヨシ・タツとコンビを組んでホーキンスやタイラー・レックスと抗争した。その後シングルでタイソン・キッドとの抗争が再燃。またも連敗したが、2012年2月、勝利したキッドに握手を求められ、それに応じる。さらにその後のバックステージにおいて、タッグ結成を示唆されるも、負傷欠場してしまう。
9月半ばからNXTに復帰し、リッチー・スティムボートと共にカシアス・オーノと抗争したが、2013年1月11日にWWEから解雇となった。
WWE解雇後、HLW（Hart Legacy Wrestling）やPWG（Pro Wrestling Guerrilla）といったインディー団体に参戦。そして5月3日より新日本プロレスのBEST OF THE SUPER Jr. XXに出場が決定し来日。バレッタのリングネームで参戦。Aブロックにエントリーして6点という結果に終わった。
同年7月18日、TNAのX Divisionを中心としたイベントであるDestination Xに本名名義で参戦。TNA X Division王座争奪トーナメントに出場し、一回戦ではロックスター・スパッド、ルービックとのトリプルスレットマッチを制し、続く25日には決勝戦にてマニック、サンジェイ・ダットと対戦するも敗戦となった。
2014年8月、リングネームをエース・ヴェダー（Ace Vadder）と改めてTNAに再登場。Xディビジョン王座挑戦者決定トーナメントに挑むが挑戦権獲得ならず。
2015年3月、ロッキー・ロメロと「ROPPONGI VICE」を結成、新日本プロレスに再参戦。4月の両国国技館大会にてIWGPジュニアタッグ王座をヤング・バックスから奪取。
2017年7月2日G1スペシャル・イン・USA アメリカ・ロサンゼルス大会で、IWGPジュニアタッグ選手権に挑戦して敗れ、試合後ヘビー級転向を発表。

## 得意技

### フィニッシュ・ホールド

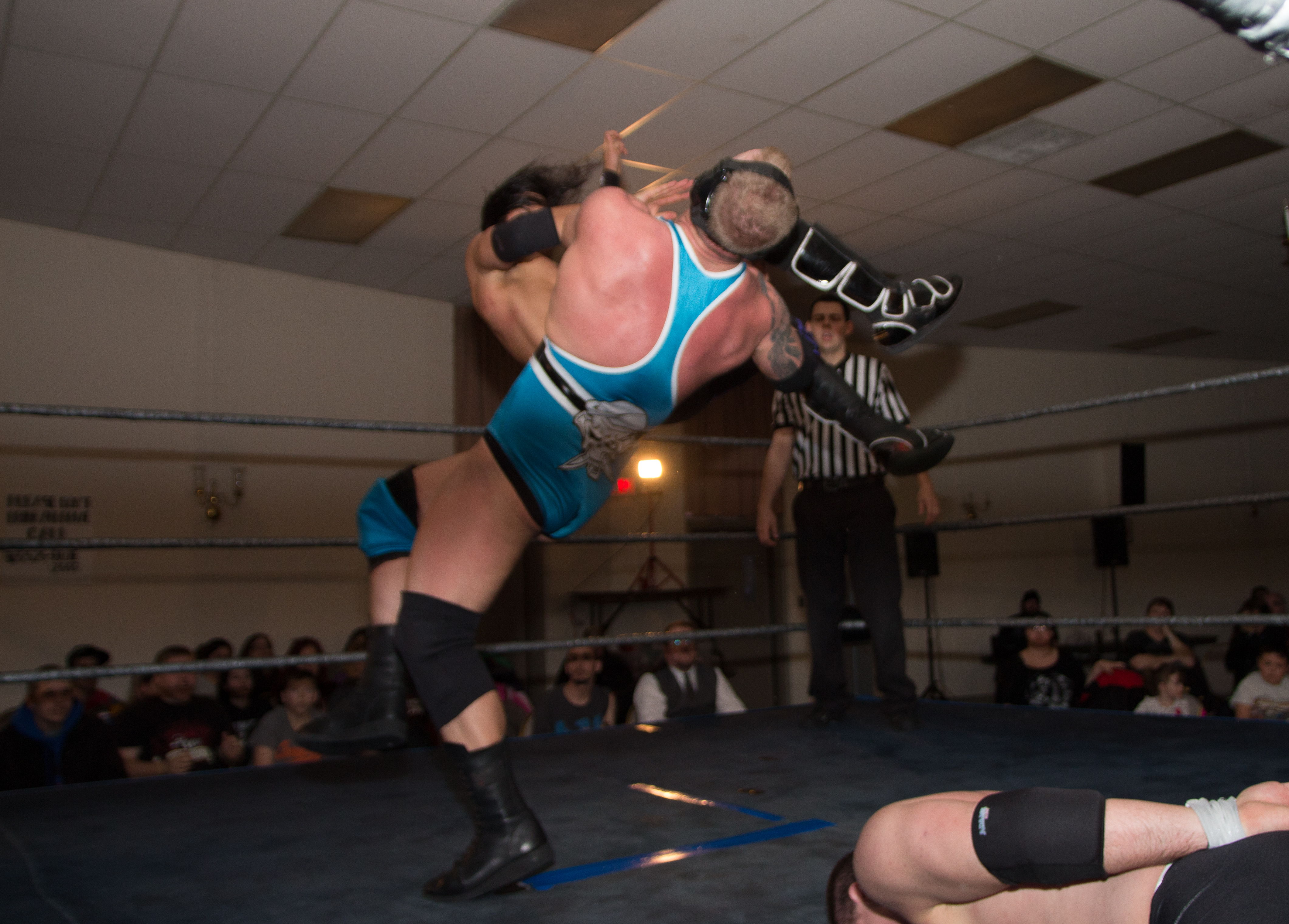
ゴブストッパー
ランニング・ハイ・ニー

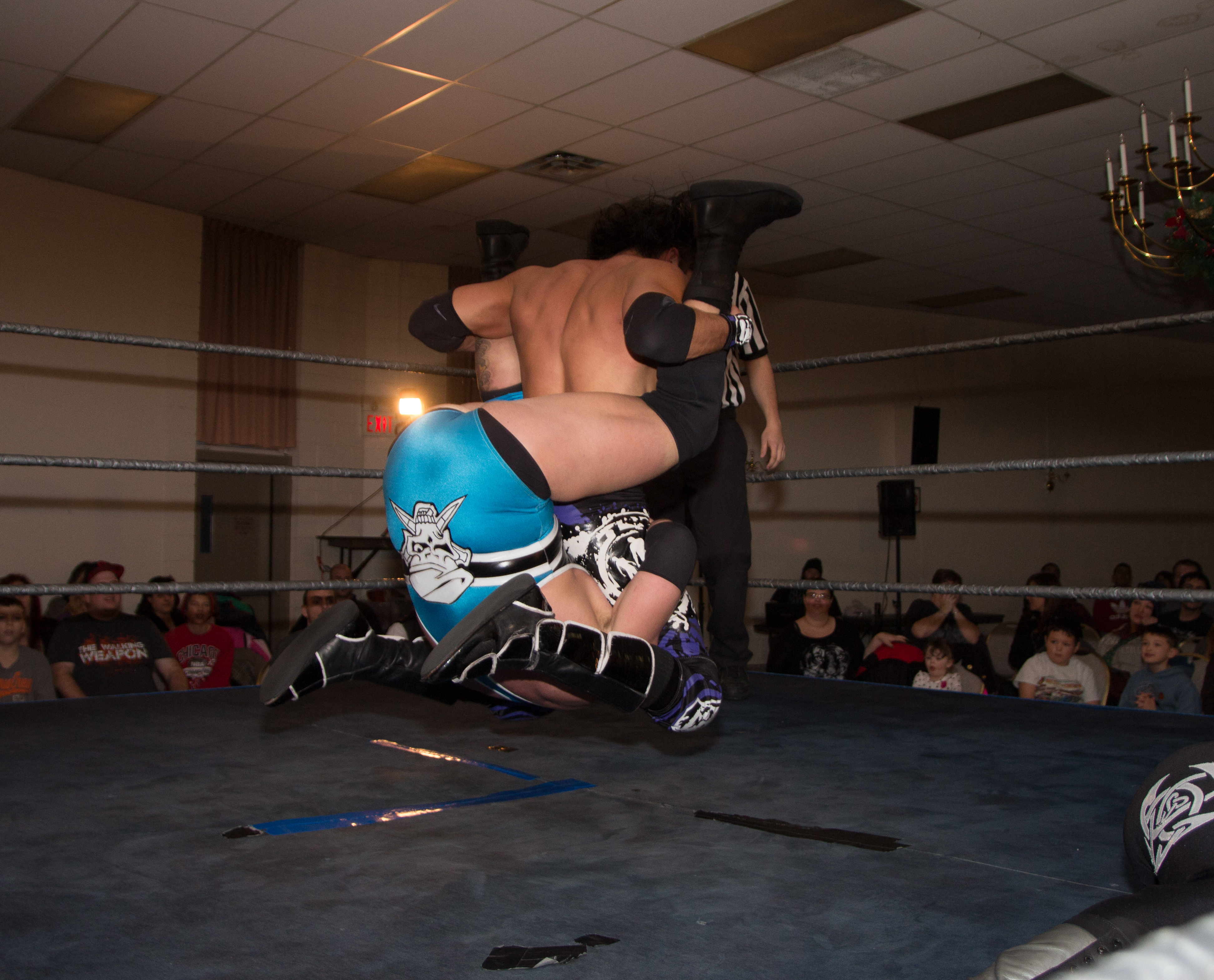
デュードバスター
現在のバレッタの主なフィニッシャーで、谷嵜なおきのインプラントと同型。相手を水車落としの体勢で担ぎ、足を自分の脇に挟んだ常態でマットに落とし、そのままエビ固めでフォールする。WWE解雇後、インディー団体で活動するようになってから使用されている。

### 投げ技
スープレックス
スーパープレックス
デュードバスターDDT
ロープの反動を用いて回転する変形トルネードDDT。
パイルドライバー
ヘビー転向後から使用。
フランケンシュタイナー
ノーザンライト・スープレックス

### 飛び技
トペ・コンヒーロ
トップロープに触れることなく、場外へ飛ぶことができる。

### 打撃技
エルボー
エルボー・スタンプ
バックエルボー
ハンド・チョップ
チョップ・スマッシュ
ナックル・パンチ
クローズライン
ドロップキック
通常、スプリング・ショット式の2種類を使用。
スーパーキック
延髄斬り
エルボー・ドロップ
通常、スプリング・ショット式の2種類を使用。

### 合体技
ストロング・ゼロ
バレッタのデュードバスターとロメロのミサイルキックを同時に食らわせる合体技。名前の由来は、日本のチューハイ。

## タイトル歴
FCW
- FCWフロリダタッグチーム王座 ： 2回

w / ケイレン・クロフト
w / カート・ホーキンス
NYWC
- NYWCヘビー級王座 : 1回
- NYWCタッグ王座 : 1回

w / マーベリック
FIP
- FIPヘビー級王座 : 1回

wXw
- wXw世界タッグ王座 : 1回

w / マット・ストライカー
PWG
- DDT4優勝（2014年）

w / チャック・テイラー
新日本プロレス
- IWGPジュニアタッグ王座（第41･46･49･51代）

w / ロッキー・ロメロ
- NEVER無差別級6人タッグ王座（第15代）

w / 石井智宏、矢野通
- SUPER Jr. TAG TOURNAMENT優勝（2016年）

w / ロッキー・ロメロ

## 入場曲
- "RPG Vice Theme" by [Q]Brick[3]

現在使用中のテーマ曲。
- Alien Works
- Semisweet Symphony
- Mashed Metal
- The Chase
- White Noise

## その他
- ECWでヨシ・タツがゴールダストに日本語を教えるというスキットにケイレン・クロフトと共に乱入し（もちろん台本上のことである）「次期WWEタッグ王者は日本語で何と言うんだ？」「お前らもドリーマーと一緒に引退しろ」などとからかったが、ゴールダストに「お前らが言うな！新弟子！」と日本語で一喝された。

## 出演

### 映画
- パパはわるものチャンピオン（2018年9月、ショウゲート）- ジョエル・ハーディ 役[4]